# اقبال نگر
اقبال نگر (به انگلیسی: Iqbal Nagar) یک منطقهٔ مسکونی در پاکستان است که در پنجاب واقع شده‌است.